# Лириопе
Лириопе, или Лириопа (лат. Liriope), — род травянистых цветковых растений подсемейства Нолиновые (Nolinoideae) семейства Спаржевые (Asparagaceae). Все виды происходят из Азии. Некоторые виды культивируются по всему свету как садовые или комнатные декоративные красивоцветущие растения, а также как почвопокровные растения; используются в озеленении. Иногда дичают.
Ранее род относили к семейству Лилейные (Liliaceae).

## Распространение
Естественный ареал рода охватывает тропические и субтропические регионы Восточной и Юго-Восточной Азии — Вьетнам, Камбоджу, Китай (включая Тайвань), Корейский полуостров, Филиппины, Японию. Есть сведения о том, что отдельные виды лириопе встречаются в дикой природе как заносные растения в некоторых штатах США (в Алабаме, Иллинойсе, Флориде).
Центр видового разнообразия находится в Китае: здесь встречается шесть из восьми признанных видов, при этом три вида являются эндемичными.

## Этимология
Научное название рода происходит от имени нимфы Лириопе (Лириопеи в переводе С. В. Шервинского) — персонажа древнегреческой мифологии, матери Нарцисса. Жуан ди Лорейру, давший в 1790 году первое действительное описание этого рода, в протологе относительно названия Liriope поясняет, что выбрал его из-за голубых цветков растения, и ссылается на 342-ю строку третьей книги «Метаморфоз» Овидия, с которой начинается рассказ о нимфе «Лириопее … голубой, которую обнял / Гибким теченьем [речной бог] Кефис и, замкнув её в воды, насилье / Ей учинил. Понесла красавица и разродилась / Милым ребёнком», которого назвали Нарциссом…

## Ботаническое описание
Вечнозелёные (в пределах естественного ареала, а также при комнатном и оранжерейном содержании) многолетние травянистые растения. Высота наиболее крупного вида, лириопе мускари, достигает 70 см. Корневища короткие, относительно толстые, узловатые, у некоторых видов — с тонкими столоновидными образованиями (у Liriope spicata такие образования есть, у Liriope muscari — нет). Корни мочковатые; на них (ближе к корневому кончику) обычно образуются мясистые клубнеобразные утолщения.
Листья сидячие, опушённые, линейные (похожие на листья злаков) либо узколинейные, собранные в плотных прикорневых пучках. У листьев лириопе, в отличие от родственного рода Змеебородник (Ophiopogon), нет продольных беловатых полосок. Жилкование листьев — параллельное, нет сколько-нибудь заметного поперечного жилкования между главными жилками (это важный диагностический признак рода). Стрелка (безлистный цветочный стебель) оканчивается редуцированной метёлкой (рыхлой кистью) с мелкими цветками. Длина стрелки равна или меньше длины листьев.
Цветки прямостоячие или почти прямостоячие (а не поникающие, как у змеебородника), с прицветником и несколькими прицветничками; иногда одиночные, но чаще собраны в группы по 2—4 штуки. Цветоножка сочленённая. Околоцветники простые, венчиковидные, шестичленные. Листочки околоцветника свободные, расположены в двух трёхчленных кругах, свободные, почти без трубки, широко открытые, могут быть окрашены в различные цвета: от белого, бледно-пурпурного и бледно-сиреневого до фиолетового. Важным диагностическим признаком является место расхождения листочков околоцветника: у лириопе они расходятся у самого основания завязи, в то время как у родственного рода змеебородника (Ophiopogon) они в своей нижней части срастаются, образуя трубку, и расходятся только у верхушки завязи.
Цветки обоеполые. Тычинок шесть, они прикреплены к основанию листочков околоцветника. Тычиночные нити узколинейные, пыльники прикреплены к ним своим основанием. Длина тычиночных нитей не меньше длины пыльников (у змеебородника нити всегда существенно короче пыльников). Завязь верхняя (а не полунижняя, как у змеебородника), с тремя гнёздами, в каждом гнезде — по два семязачатка. Столбик удлинённый, немного трёхгранный; рыльце маленькое.
Плод — коробочка; на ранней стадии созревания плод неравномерно лопается, обнажая семена — мясистые, по одному или два в каждом гнезде, ягодообразные, круглой или эллиптической формы; зрелые семена имеют чёрный или черноватый цвет (в отличие от семян змеебородника, у которого семена синие либо черновато-синие).

## Использование, культивирование
Растения рода лириопе культивируются по всему миру как декоративные (декоративно-лиственные, красивоцветущие) или почвопокровные растения.
Некоторые виды, особенно лириопе мускари (Liriope muscari) и лириопе колосистая (Liriope spicata), используются в озеленении на Черноморском побережье Кавказа (для создания бордюров в садах и парках). Выведено множество сортов, в том числе пестролистных.
Некоторые виды можно культивировать как оранжерейные и комнатные (горшочные) культуры, в первую очередь это относится к лириопе колосистой: это растение не слишком требовательно к свету и может нормально развиваться в умеренно тёплых комнатах и оранжереях.
Листья у некоторых видов лириопе очень тёмные, что ценится фитодизайнерами.

### Агротехника
При культивировании в открытом грунте растения лучше всего развиваются в хорошо дренированной почве на солнечном месте или в полутени. Старые омертвевшие листья лучше удалять весной. Размножают растения семенами либо делением кустов: семена высаживают осенью, кусты делят ранней весной. Поскольку листья лириопе не стелются, при использовании растений для почвопокровных целей их следует сажать достаточно близко друг к другу, на расстоянии примерно 15 см.
При культивировании лириопе в условиях комнат и оранжерей лучше использовать землю, состоящую из четырёх равных частей — листовой, перегнойной и дерновой земли, а также песка. Летом растения поливают обильно, зимой полив существенно уменьшают, однако земляной ком до полной сухости желательно не доводить. Пересадку растений осуществляют после того, как земляной ком будет оплетён корнями; пересаживают методом перевалки. Размножают растения делением корневищ весной и, намного реже, семенами. В последнем случае семена высаживают в марте, сеянцы по мере оплетения кома корнями переваливают в более крупные горшки, регулярно проводят подкормки органическими и минеральными удобрениями; зацветают такие растения по второй или третий год после посадки.

## Таксономия и классификация
Первое действительное описание этого рода растений было опубликовано португальским ботаником Жуан ди Лорейру в 1790 году в Лиссабоне в первом томе работы Flora cochinchinensis (с лат. — «Кохинхинская флора», от исторического названия юго-восточной части полуострова Индокитай — Кохинхина). Лорейру включил в род Liriope единственный вид, Liriope spicata, относительно которого указал территорию его распространения — Кохинхина и Китай. В соответствии с половой системой классификации, которую Лорейру использовал в своей работе, род был отнесён к VI классу (Hexandria, Шеститычинковые), а внутри класса — к порядку Monogynia (Однопестичные).

### Виды
По информации базы данных Plants of the World Online (по состоянию на начало 2023 года), род включает восемь видов:
- Liriope graminifolia (L.) Baker — Лириопе злаколистная, или Лириопа злаколистная[4], отличается от других видов наличием столоновидных образований и относительно короткими пыльниками[11]
- Liriope kansuensis (Batalin) C.H.Wright, отличается более длинными (примерно в два раза) по сравнению с пыльниками тычиночными нитями, а также очень узкими листьями (их ширина составляет всего 1—2 мм)[11]
- Liriope longipedicellata F.T.Wang & Tang, отличается отсутствием столоновидных образований, относительно длинными цветоножками и более короткими (по сравнению с тычиночными нитями) пыльниками[11]
- Liriope minor (Maxim.) Makino — Лириопе малая, или Лириопа малая[4], отличается наличием столоновидных образований, относительно короткими пыльниками, а также очень небольшими соцветиями[11]
- Liriope muscari (Decne.) L.H.Bailey — Лириопе мускари, отличается отсутствием столоновидных образований, относительно короткими цветоножками и пыльниками, равными по длине тычиночным нитям[11]
- Liriope spicata Lour. typus[1] — Лириопе колосистая[2], Лириопа колосистая[4], Лириопе колосовидная[3][b], отличается наличием столоновидных образований и относительно длинными пыльниками[11]; вид более морозостойкий, чем Liriope muscari[3]
- Liriope vernalis Avent & Floden
- Liriope zhejiangensis G.H.Xia & G.Y.Li

## Комментарии
1. ↑  Агротехника для Лириопе приведена из раздела «Офиопогон»: автор сообщает, что уход для растений обоих родов одинаков[10].
2. ↑  В источнике — «колосовидный».